# Křivá Voda

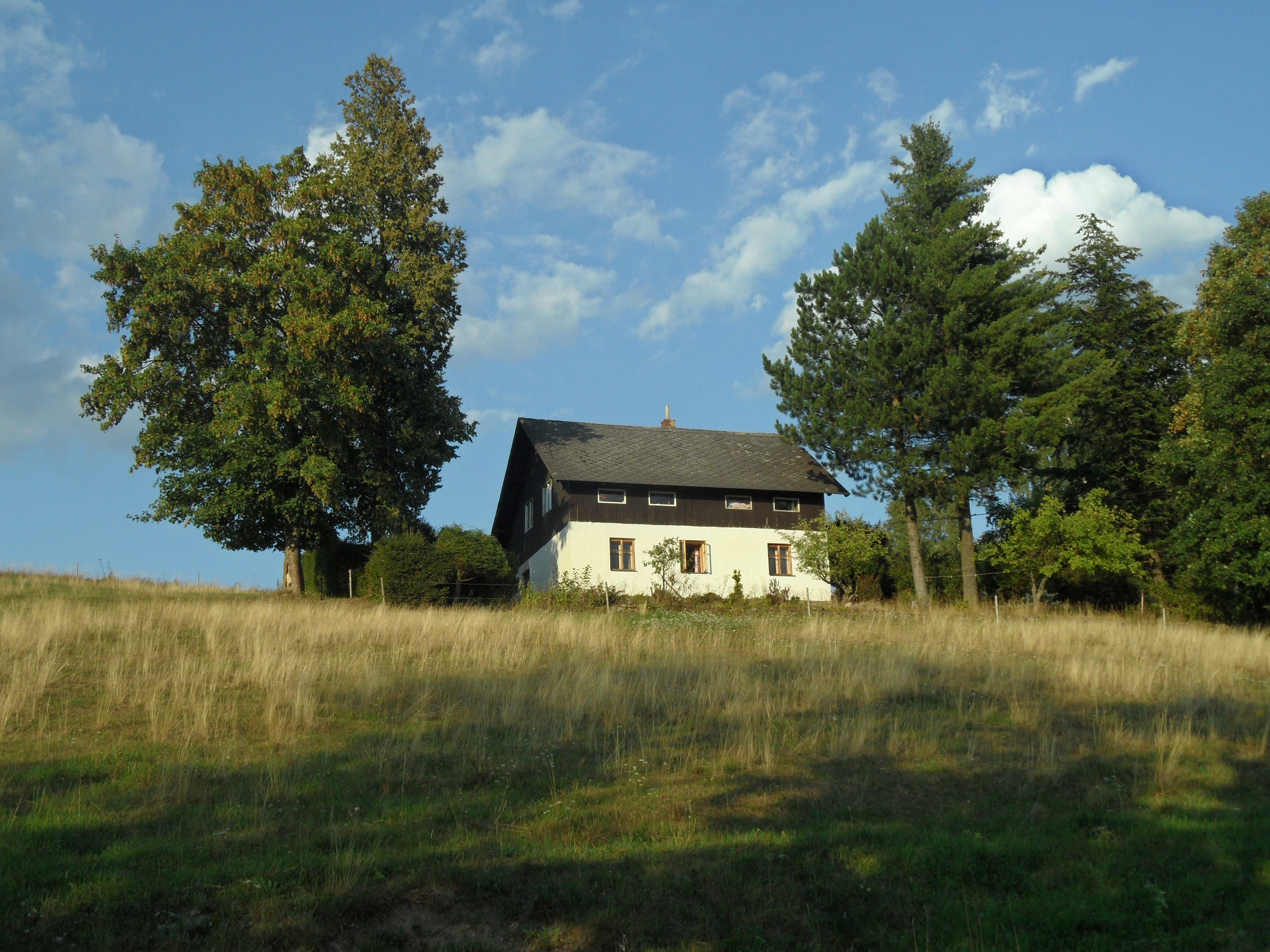
Křivá Voda, Tschechien

Křivá Voda (deutsch Krummwasser) ist ein Ortsteil der Gemeinde Malá Morava in Tschechien. Er liegt fünf Kilometer westlich von Hanušovice und gehört zum Okres Šumperk.

## Geographie
Křivá Voda erstreckt sich rechtsseitig der March entlang des Baches Křivý potok am westlichen Fuße des Kamenáč (Steinberg, 656 m) im Hannsdorfer Bergland. Östlich erheben sich die Vršava (Römerberg, 665 m), im Südosten der Spáleniště (Brandberg, 717 m) und die Raškovská Bouda (Baudenberg, 801 m) und im Süden die Lysina (Wankeshöhe, 765 m).
Nachbarorte sind Vojtíškov im Norden, Vlaské im Nordosten, Hanušovice und Holba im Osten, Počátky, Dvůr Raškov, Raškov und Lazy im Süden, Podlesí im Südwesten, Vysoký Potok im Westen sowie Malá Morava im Nordwesten. Nordwestlich liegen die erloschenen Orte Krondörfl und Valbeřice.

## Geschichte
Das zur Herrschaft Eisenberg gehörige Dorf Krummbach wurde in der zweiten Hälfte des 16. Jahrhunderts durch die Grafen von Zierotin gegründet. Erstmals urkundlich erwähnt wurde der Ort im Jahre 1600. Zu dieser Zeit bestand das Dorf aus 16 Bauernwirtschaften. Im Laufe des 17. Jahrhunderts änderte sich der Name des Dorfes in Krummwasser. Im Jahre 1677 bestand Krummwasser aus 14 Anwesen. 1839 bestand der Ort weiterhin aus 14 Wohnhäusern und hatte 178 Einwohner. Gepfarrt war das Dorf nach Grumberg.
Nach der Aufhebung der Patrimonialherrschaften bildete Krummwasser ab 1850 einen Ortsteil der Gemeinde Grumberg im Bezirk Mährisch Schönberg und gehörte zum Gerichtsbezirk Altstadt. Im Jahre 1900 lebten in dem Dorf 168 Menschen.
Infolge des Münchner Abkommens wurde Krummwasser 1938 dem Deutschen Reich zugeschlagen und gehörte bis 1945 zum Landkreis Mährisch Schönberg. Nach dem Zweiten Weltkrieg erfolgte die Vertreibung der deutschen Bewohner. 1950 lebten in den 18 Häusern von Křivá Voda nur noch 53 Menschen. 1980 wurde Křivá Voda zusammen mit Podlesí nach Malá Morava eingemeindet. Der Bevölkerungsrückgang setzte sich fort und 1991 lebten in den sechs zu Wohnzwecken dienenden Häusern 16 ständige Einwohner. Die meisten Häuser werden als Ferienhäuser genutzt. Im Jahre 2001 bestand das Dorf aus 8 Wohnhäusern, in denen 11 Menschen lebten.

## Söhne und Töchter des Ortes
- Hugo Simon (* 1942), österreichischer Springreiter